# Egy csipetnyi bűvölet
Az Egy csipetnyi bűvölet (eredeti cím: Just Add Magic) 2015 és 2019 között vetített amerikai televíziós fantasy sorozat, amelyet Joanna Lewis és Kristine Songco alkotott Cindy Callaghan könyve alapján.  A főbb szerepekben Olivia Sanabia, Abby Donnelly, Aubrey Miller, Judah Bellamy és Catia Ojeda látható.
Amerikában a sorozat 2015. január 15-én debütált az Amazon Video oldalán. Magyarországon 2020. március 16-án a Nickelodeon tűzte műsorra.

## Ismertetés
Kelly Quinn és két legjobb barátnője, Darbie és Hannah megtalálják Kelly nagymamájának szakácskönyvét a padláson, melyben különös receptek vannak. A lányok hamar rájönnek arra, hogy a könyv tele van bűvös receptekkel.

## Szereplők

### Főszereplők
| Szereplő              | Színész          | Magyar hang                  |
| --------------------- | ---------------- | ---------------------------- |
| Kelly Quinn           | Olivia Sanabia   | Engel-Iván Lili (gyerek)     |
| Kelly Quinn           | Olivia Sanabia   | Bogdányi Titanilla (felnőtt) |
| Darbie O'Brien        | Abby Donnelly    | Gyarmati Laura (gyerek)      |
| Darbie O'Brien        | Abby Donnelly    | Dögei Éva (felnőtt)          |
| Hannah Parker-Kent    | Aubrey Miller    | Csíkos Léda Zsuzsa (gyerek)  |
| Hannah Parker-Kent    | Aubrey Miller    | Molnár Ilona (felnőtt)       |
| Jake Williams         | Judah Bellamy    | Pál Dániel Máté (gyerek)     |
| Jake Williams         | Judah Bellamy    | Hám Bertalan (felnőtt)       |
| Terri Quinn           | Catia Ojeda      | Mezei Kitty                  |
| Scott Quinn           | Andrew Burlinson | Molnár Kristóf               |
| Rebecca "Becky" Quinn | Dee Wallace      | Menszátor Magdolna (öreg)    |
| Rebecca "Becky" Quinn | Dee Wallace      | ? (felnőtt)                  |
| Rebecca "Becky" Quinn | Dee Wallace      | ? (gyerek)                   |
| Ida "Mama P" Perez    | Amy Hill         | Kocsis Mariann (öreg)        |
| Ida "Mama P" Perez    | Amy Hill         | ? (felnőtt)                  |
| Ida "Mama P" Perez    | Amy Hill         | Hermann Lilla (gyerek)       |
| Gina Silvers          | Ellen Karsten    | Kovács Nóra (öreg)           |
| Gina Silvers          | Ellen Karsten    | Dobó Enikő (felnőtt)         |
| Gina Silvers          | Ellen Karsten    | Jelinek Éva (gyerek)         |
| Buddy Quinn           | Aiden Lovekamp   | Gáll Dávid                   |

### Visszatérő szereplők
| Szereplő                       | Színész              | Magyar hang       |
| ------------------------------ | -------------------- | ----------------- |
| A vándor                       | Mira Furlan          | Erdős Borcsa      |
| Chuck Hankins (Charles Peizer) | Zach Callison        | Bogdán Gergő      |
| R.J. White                     | Jeremy Guskin        | Rada Bálint       |
| Zoe Chua                       | Jolie Hoang-Rappapor | Boldog Emese      |
| Nöelle Jasper                  | Felisha Terrell      | Sipos Eszter Anna |
| Jill/Caroline                  | Sprague Grayden      | Zakariás Éva      |
| Erin Chua                      | Tess Paras           | Pap Katalin       |
| Arthur Morris                  | Usman Ally           | Pál Tamás         |
| Patrick O'Brien                | Todd Robert Anderson | Seszták Szabolcs  |
| Amy                            | Jen Drohan           |                   |
| Charlotte                      | Brady Reiter         | Pauwlik Gréta     |
| Hailey Parker-Kent             | Kirrilee Berger      | Pekár Adrienn     |
| Leah                           | Jessica Belkin       | Györke Laura      |
| Adam Lever                     | Bob Stephenson       | Törköly Levente   |
| Piper                          | Laya DeLeon Hayes    |                   |

## Évados áttekintés
| Évad | Évad | Epizódok | Epizódok          | Eredeti sugárzás  | Eredeti sugárzás     | Magyar sugárzás      | Magyar sugárzás     |
| Évad | Évad | Epizódok | Epizódok          | Évadpremier       | Évadfinálé           | Évadpremier          | Évadfinálé          |
| ---- | ---- | -------- | ----------------- | ----------------- | -------------------- | -------------------- | ------------------- |
|      | 1    | 13       | 13                | 2015. január 15.  | 2016. január 14.     | 2020. március 16.    | 2020. április 1.    |
|      | 2    | 26       | 13                | 2016. október 14. | 2017. január 12.     | 2020. augusztus 3.   | 2020. augusztus 19. |
| 13   | 2    | 26       | 2018. január 19.  | 2018. január 19.  | 2020. szeptember 14. | 2020. szeptember 23. |                     |
|      | 3    | 12       | 11                | 2019. február 1.  | 2019. február 1.     | 2020. október 26.    | 2020. november 9.   |
| 1    | 3    | 12       | 2019. október 25. | 2019. október 25. | 2020. november 10.   | 2020. november 10.   |                     |